# Sant Marcel de Planès
Sant Marcel de Planès és una església romànica situada al poble de Planès, al municipi de Planoles, comarca del Ripollès. Se situa en un revolt del branc de la carretera N-260 que porta al nucli urbà de Planès, en el desnivell del terreny. Amb un terraplè al costat sud on hi ha el cementiri, s'accedeix a l'església per una porta amb llinda sobre la qual es veu l'arc de la porta original.

## Descripció
Consta d'una sola nau capçada amb un absis d'arc de ferradura, a l'interior, però de planta semicircular, a l'exterior. Tots dos espais s'enllacen per un arc triomfal. Sobre aquest arc descansa el campanar de cadireta de dos ulls. Al Museu Nacional d'Art de Catalunya hi ha l'ara i el frontal de l'altar. Adossada a la part de ponent a l'extrem de la nau, hi ha una gran casa de pagès que en un altre temps havia estat la rectoria. La coberta ha estat reformada per lloses de llicorella antiga.
El lloc de Planès apareix documentat per primera vegada l'any 919, en un escrit on el rei Lotari donava un alou i l'església al monestir de Sant Joan de les Abadesses. El bisbe Oliba la consagrà entre els anys 1018 i 1046.